# Raion d'Aizkraukle
El raion d'Aizkraukle (letó Aizkraukles rajons) és un dels nous raions en els quals es dividia administrativament Letònia abans de la reforma territorial administrativa de l'any 2009, i que formava part de les regions històriques de Vidzeme i Selònia .